# Settola

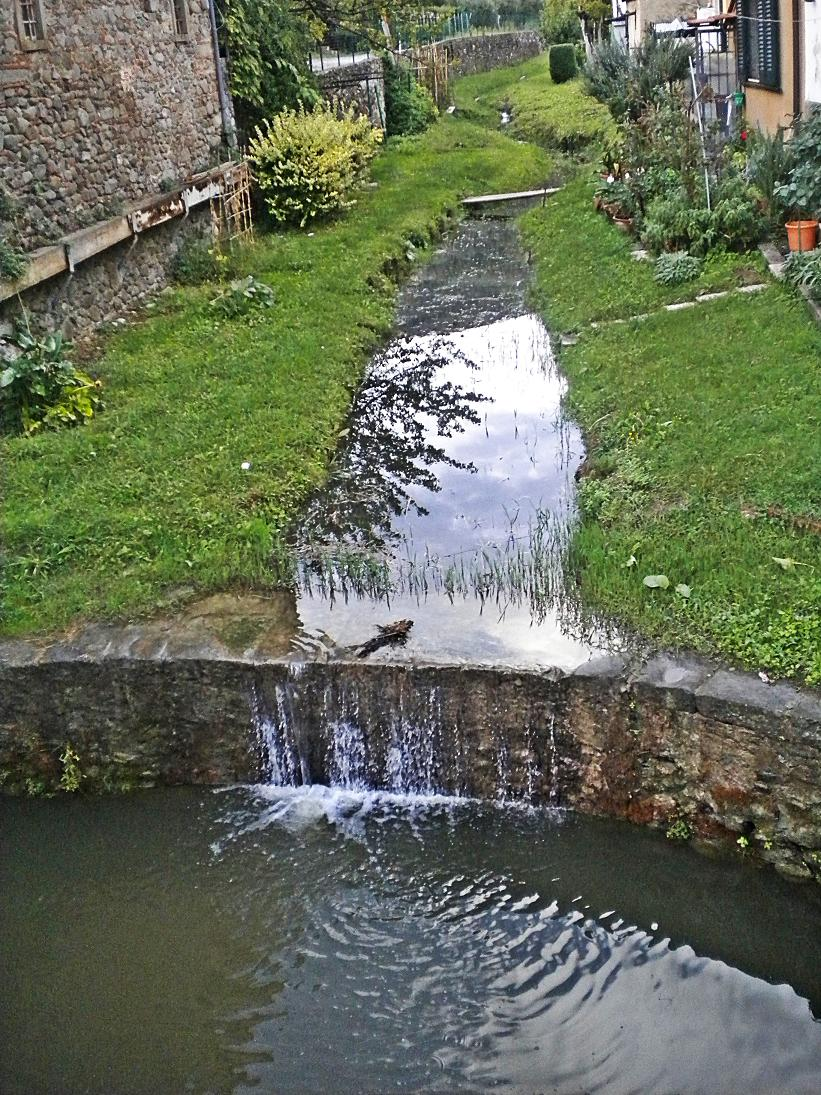
Torrente Settola

La Settola è un torrente che scorre interamente nella provincia di Pistoia. Attraversa il comune di Montale e affluisce nel torrente Bure, nel comune di Agliana.

## Il nome
Il nome Séttola, come quello di altri corsi d'acqua della provincia di Pistoia, quali la Bure, la Brana, la Lima e la Limentra, è femminile.

## Percorso
Nasce nell'aria boschiva del comune di Montale, alle pendici di Monte Cerreto. Si aggiungono al suo corso il Fosso del Carpine, il Fosso della Buca e il Fosso di Noccino. Si immette infine nel torrente Bure.

## Curiosità storiche
Lo storico e letterato pistoiese Gherardo Nerucci, autore della raccolta intitolata Sessanta novelle popolari montalesi, ha abitato fino alla morte in Villa Màlcalo, a pochi passi dal Ponte dell'Ugna, sotto il quale scorre il torrente. Nei poderi limitrofi produceva un vino bianco di qualità, che aveva chiamato "Settola", molto gradito anche a Vittorio Imbriani.
Nel 1944, nei pressi del torrente, vennero barbaramente uccisi dai nazi-fascisti Dino Nerozzi e il partigiano ed ufficiale di marina Marcello Danesi. Sul luogo sorge un tabernacolo commemorativo eretto dai genitori di Danesi, che reca la seguente incisione: “Veluti flos cadit succissus aratro” (Cadde siccome un fiore travolto dall’aratro).
Il 6 gennaio 2020 l'acqua del torrente è diventata per molte ore completamente bianca, mettendo in allarme gli abitanti del territorio.

Nel dicembre 2020, in segno di protesta per il taglio di un antico filare di tigli che costeggiava l'argine della Settola in via Papini, l'artista Geniale Ruffa, munito di tinta e pennello, ha dipinto volti tristi sui ceppi tagliati di fresco.

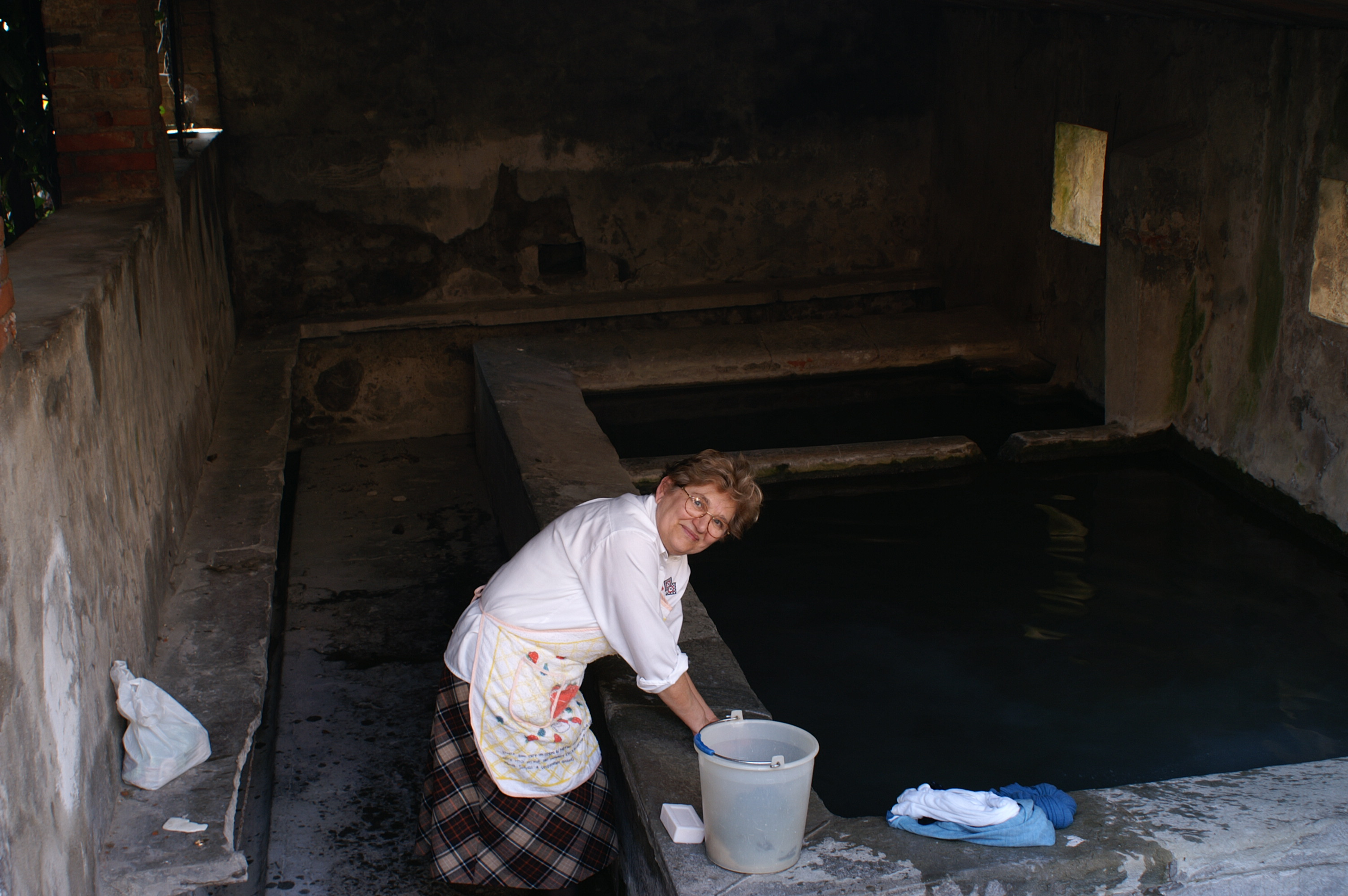
Una signora del paese lava i panni nel lavatoio della Settola.